# Eugenio Oré
Eugenio Oré fue un sacerdote, abogado y político peruano. Fue profesor en el Colegio de La Merced en el Cusco que tenía a Pablo La Torre como director.
Fue elegido senador por el departamento del Cusco entre 1876 y 1878 durante el gobierno de Mariano Ignacio Prado y reelecto en 1894 durante el gobierno de Remigio Morales Bermúdez.  